# فورگهورن
فورگهورن (به لاتین: Furgghorn) یک کوه در سوئیس است که در کانتون وله واقع شده‌است. فورگهورن ۳٬۴۵۱ متر بالاتر از سطح دریا واقع شده‌است.